# Refleksologia (nauka)
Refleksologia (tzw. psychologia obiektywna) – kierunek psychologii łączący elementy neurologii, anatomii i psychiatrii zajmujący się badaniem odruchów. Podnosi, że odruchy fizjologiczne leżą u podstaw wszystkich procesów psychicznych. Zajmowali się nią między innymi Władimir Bechterew i Iwan Pawłow.